# Zutendaal
Zutendaal (lim. Zietendaol) –  miejscowość i gmina (gemeente) w Belgii, w Regionie Flamandzkim, w prowincji Limburgia, w okręgu Hasselt. 1 stycznia 2024 liczyła 7384 mieszkańców.

## Podział administracyjny
W skład gminy nie wchodzi żadna dzielnica (deelgemeente).

## Historia
W latach 1292–1342 gmina nosiła nazwę Suerbroeck; od 1345 roku Zuetendael. Do XIV wieku obszar należał do Genk. W 1304 roku został oddany pod patronat opactwu w Averbode; dziesięcina była podzielona pomiędzy opatem a proboszczem.

## Demografia
- Źródła:NIS, :od 1806 do 1981= według spisu; od 1990 liczba ludności w dniu 1 stycznia

1 stycznia 2024 całkowita populacja Zutendaal liczyła 7384 osoby. Łączna powierzchnia gminy wynosi 32,11 km², co daje gęstość zaludnienia 230 mieszkańców na km².

## Współpraca
Miejscowość partnerska:
- Nettersheim, Niemcy